# Atletismo nos Jogos Olímpicos de Verão da Juventude de 2014 - 200 m masculino
A prova dos 200 metros masculino nos Jogos Olímpicos de Verão da Juventude de 2014 foi disputada entre os dias 23 e 24 de agosto de 2014 no Estádio Olímpico de Nanjing, em Nanquim,  na China. 

## Medalhistas
| Ouro   | USA Noah Lyles     |
| Prata  | BOT Baboloki Thebe |
| Bronze | TPE Yang Chun-han  |

## Calendário
Todos os horários são locais (UTC+8).
| Data         | Hora  | Fase         |
| ------------ | ----- | ------------ |
| 22 de agosto | 20:05 | Eliminatória |
| 24 de agosto | 21:25 | Final        |

## Resultados

### Eliminatória
Oito atletas mais rápidos avançaram para a Final A, os outros avançaram para a Final B, ou C de acordo com seus tempos. 
| Posição | Bateria | Raia | Atleta                      | Resultado | Notas           | Q  |
| ------- | ------- | ---- | --------------------------- | --------- | --------------- | -- |
| 1       | 1       | 3    | USA Noah Lyles              | 20.71     | Recorde pessoal | FA |
| 2       | 2       | 4    | BOT Baboloki Thebe          | 20.99     |                 | FA |
| 3       | 3       | 8    | TPE Yang Chun-han           | 21.03     | Recorde pessoal | FA |
| 4       | 1       | 8    | JPN Jun Yamashita           | 21.11     | Recorde pessoal | FA |
| 5       | 2       | 3    | JAM Chad Walker             | 21.17     |                 | FA |
| 6       | 3       | 6    | ITA Filippo Tortu           | 21.38     | Recorde pessoal | FA |
| 7       | 3       | 5    | ZAM Brian Kasinda           | 21.40     |                 | FA |
| 8       | 1       | 5    | TTO Akanni Hislop           | 21.42     |                 | FA |
| 9       | 3       | 2    | BRA Aliffer dos Santos      | 21.64     |                 | FB |
| 10      | 1       | 7    | AUS Jordan Csabi            | 21.70     |                 | FB |
| 11      | 1       | 6    | DOM Erick Joel Sánchez      | 21.72     | Recorde pessoal | FB |
| 12      | 2       | 9    | CAN Shermar Paul            | 21.80     |                 | FB |
| 13      | 2       | 5    | BAR Ramarco Thompson        | 21.95     |                 | FB |
| 14      | 1       | 4    | POL Wojciech Kaczor         | 22.01     |                 | FB |
| 15      | 2       | 2    | ANT Coull Graham            | 22.08     |                 | FB |
| 16      | 3       | 9    | THA Naludol Asavaruengsri   | 22.21     |                 | FB |
| 17      | 3       | 7    | PNG Dwayne Koroka           | 22.38     | Recorde pessoal | FC |
| 18      | 2       | 8    | BER Kionje Somner           | 22.39     |                 | FC |
| 19      | 3       | 3    | KAZ Vladislav Grigoriyev    | 22.40     |                 | FC |
| 20      | 2       | 7    | ISV Eugene Kohun            | 22.60     |                 | FC |
| 21      | 3       | 4    | CHA Harouna Ndaye Abraham   | 23.19     |                 | FC |
| 22      | 2       | 6    | BRU Mas Wafiyyuddin Sharani | 23.44     | Recorde pessoal | FC |
| 23      | 1       | 2    | PUR Jorge Sánchez           | DNF       |                 | FC |

## Final
Final A
A principal final ocorreu dia 24 de agosto às 21:25. 
| Posição           | Posição final | Raia | Atleta             | Resultado | Notas |
| ----------------- | ------------- | ---- | ------------------ | --------- | ----- |
| Medalha de ouro   | 1             | 7    | USA Noah Lyles     | 20.80     |       |
| Medalha de prata  | 2             | 6    | BOT Baboloki Thebe | 21.20     |       |
| Medalha de bronze | 3             | 4    | TPE Yang Chun-han  | 21.31     |       |
| 4                 | 4             | 2    | TTO Akanni Hislop  | 21.57     |       |
| 5                 | 5             | 3    | ZAM Brian Kasinda  | 21.61     |       |
| 6                 | 6             | 5    | JPN Jun Yamashita  | 21.62     |       |
| 7                 | 99            | 8    | JAM Chad Walker    | DSQ       |       |
| 7                 | 99            | 9    | ITA Filippo Tortu  | DNS       |       |

Final B
| Posição | Posição final | Raia | Atleta                    | Resultado | Notas |
| ------- | ------------- | ---- | ------------------------- | --------- | ----- |
| 1       | 7             | 4    | BRA Aliffer dos Santos    | 21.68     |       |
| 2       | 8             | 5    | AUS Jordan Csabi          | 21.84     |       |
| 3       | 9             | 7    | DOM Erick Joel Sánchez    | 21.89     |       |
| 4       | 10            | 6    | CAN Shermar Paul          | 21.93     |       |
| 5       | 11            | 8    | BAR Ramarco Thompson      | 22.31     |       |
| 6       | 12            | 2    | ANT Coull Graham          | 22.34     |       |
| 7       | 13            | 3    | THA Naludol Asavaruengsri | 22.44     |       |
| 8       | 99            | 9    | POL Wojciech Kaczor       | DSQ       |       |

Final C
| Posição | Posição final | Raia | Atleta                      | Resultado | Notas |
| ------- | ------------- | ---- | --------------------------- | --------- | ----- |
| 1       | 14            | 5    | BER Kionje Somner           | 22.28     | PB    |
| 2       | 15            | 6    | PNG Dwayne Koroka           | 22.69     |       |
| 3       | 16            | 3    | KAZ Vladislav Grigoriyev    | 22.83     |       |
| 4       | 17            | 4    | ISV Eugene Kohun            | 22.84     |       |
| 5       | 18            | 7    | BRU Mas Wafiyyuddin Sharani | 23.66     |       |
| 6       | 99            | 8    | CHA Harouna Ndaye Abraham   | DSQ       |       |
| 6       | 99            | 2    | PUR Jorge Sánchez           | DNS       |       |

Legenda
| Recorde mundial      | Recorde mundial (World record)               |                       | Recorde africano                      | Recorde africano (African) |                                           | Q | Classificado por posição (Qualified) |
| Recorde olímpico     | Recorde olímpico (Olympic record)            | Recorde da América    | Recorde da América (Americas)         | q                          | Classificado por melhor tempo (Qualified) |   |                                      |
| Melhor marca do ano  | Melhor marca do ano (World leading)          | Recorde asiático      | Recorde asiático (Asian)              | DNS                        | Não largou (Did not start)                |   |                                      |
| Recorde nacional     | Recorde nacional (National record)           | Recorde europeu       | Recorde europeu (European)            | DNF                        | Não terminou (Did not finish)             |   |                                      |
| Recorde pessoal      | Recorde pessoal do atleta (Personal best)    | Recorde da Oceania    | Recorde da Oceania (Oceania)          | DSQ / DQ                   | Desclassificado (Disqualified)            |   |                                      |
| Recorde da temporada | Recorde da temporada do atleta (Season best) | Recorde sul-americano | Recorde sul-americano (South America) | NM                         | Sem marca (No mark)                       |   |                                      |